# Pro România
Pro România (Eigenschreibweise PRO România; abgekürzt PRO; „Für Rumänien“) ist eine politische Partei in Rumänien mit sozialliberaler Ausrichtung. Sie wurde 2017/18 von ehemaligen Mitgliedern der sozialdemokratischen PSD und der liberalen ALDE gegründet. Parteivorsitzender ist der ehemalige Ministerpräsident Victor Ponta. Auf europäischer Ebene gehört PRO seit Oktober 2022 der Sozialdemokratischen Partei Europas (SPE) als Beobachter und der Progressiven Allianz der Sozialdemokraten im Europäischen Parlament (S&D) an.

## Geschichte
Die Parteien PSD und ALDE regierten seit 2016 in einer Koalition, in welcher der PSD-Vorsitzender Liviu Dragnea aufgrund seiner Vorstrafen nicht Ministerpräsident sein durfte, aber als  Machthaber im Hintergrund die Strippen zog. Im Mai 2017 wurden zwei Abgeordnete der ALDE nach einem Konflikt mit dem Parteivorsitzenden Călin Popescu-Tăriceanu aus der Partei ausgeschlossen. Daraufhin verließen der ehemalige Ko-Vorsitzende Daniel Constantin und der ehemalige Bildungsminister Sorin Cîmpeanu die ALDE und kündigten die Gründung einer neuen Partei an. Der PSD-Vorsitzende Dragnea entmachtete im Juni 2017 den Ministerpräsidenten Sorin Grindeanu. Victor Ponta, der 2012–15 Regierungschef von Rumänien sowie Vorsitzender der PSD gewesen war, stellte sich auf die Seite von Grindeanu. Daraufhin wurde Ponta aus der PSD ausgeschlossen.
Ponta, Constantin und Cîmpeanu kündigten im September 2017 die Gründung von PRO România an, als Partei ist sie seit Februar 2018 registriert. Aus der PSD traten im Januar 2019 auch die EU-Kommissarin Corina Crețu, der Senator und ehemalige Verteidigungsminister Adrian Țuțuianu, sowie der ehemalige Ministerpräsident Mihai Tudose zu PRO über. Nach weiteren Übertritten aus PSD und ALDE hat Pro România 32 Sitze in der Deputiertenkammer und einen Senator.
PRO trat zur Europawahl im Mai 2019 mit Ponta als Spitzenkandidat und Crețu auf Platz zwei an. Die Partei erhielt 6,3 % der Stimmen und zwei der 32 rumänischen Sitze. Die beiden Europaparlamentarier Crețu und Tudose schlossen sich der S&D-Fraktion an. Die Partei boykottierte im November 2019 die Vertrauensabstimmung für Ludovic Orbans PNL-Regierung im Parlament, sieben PRO-Abgeordnete stimmten jedoch entgegen der Weisung des Parteivorsitzenden für Orban. Mihai Tudose verließ Pro România wieder und kehrte im Januar 2020 zur PSD zurück.